# Alberto Foguelman
Alberto Foguelman (13 de octubre de 1923, Buenos Aires - 9 de diciembre de 2013, Buenos Aires) fue un maestro internacional de ajedrez argentino.
Fue miembro del Círculo de Ajedrez de Villa del Parque en Buenos Aires, desde 1945. Participó en muchas ocasiones del Campeonato argentino de ajedrez (1953–1976), consiguiendo dos veces el subcampeonato: en 1959 (ganado por Bernardo Wexler) y en 1962 (ganó Raúl Sanguineti).
Su mayor logro fue tercero, tras Vasili Smyslov y Efim Guéller, en Santiago de Chile 1965. Ocupó el 2° lugar, tras Héctor Rossetto, en el zonal de Fortaleza 1963, empató el 17-19° en el interzonal de Ámsterdam 1964,
y compartió el primer puesto con Henrique Mecking, Julio Bolbochán y Oscar Panno en el zonal de Río Hondo 1966.
Además, ganó el torneo de La Régence (Buenos Aires 1959), el de Quilmes 1959, empató el 9-11° lugar en Belgrado 1962 (ganó Svetozar Gligorić), empató el 3-4° en Mar del Plata 1962 (Torneo Latinoamericano, ganado por Raimundo García), empató el 3-5° en el Panamericano de La Habana 1963 (Eleazar Jiménez venció), ocupó el quinto lugar en Chacabuco 1965 (Jorge Pelikán triunfó), y compartió el quinto puesto en el abierto de Mar del Plata 1967 (ganado por Miguel Najdorf).
Foguelman representó a la Argentina en dos olimpiadas:
- En 1960 como segundo suplente en la 14° Olimpiada de Leipzig (+5 –4 =1);
- En 1962 como segundo suplente en la 15° Olimpiada de Varna (+4 –0 =2), en el equipo que ganó la medalla de bronce.[13]

Se le concedió en 1963 el título de maestro internacional.
BIBLIOGRAFÍA
Es autor de los libros:
"Ajedrez de lujo" 

"Damas cazadas" Ed. Pierrben, Buenos Aires, 1988.
Dama Cazadas: Contiene 75 partidas de Grandes Maestros y campeones mundiales bien comentadas.

"Selección de sus finales artísticos: período 1984/2007".